# Madge Syers-Cave

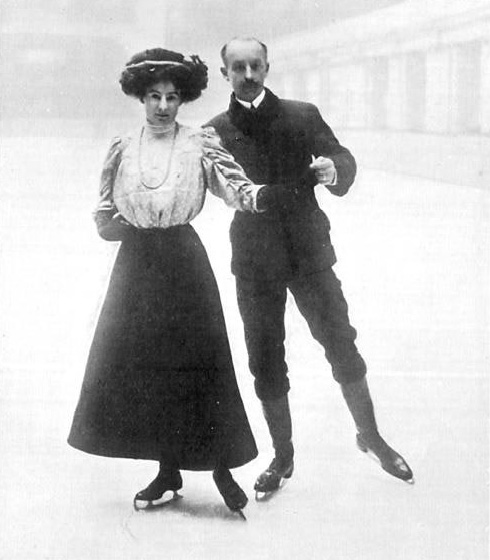
Madge Syers-Cave met echtgenoot Edgar Syers op de Olympische Zomerspelen van 1908

Florence Madeleine Syers-Cave (Londen, 16 september 1881 – Weybridge, 9 september 1917), bekend geworden als Madge Syers, was een Britse kunstschaatsster. Madge Syers was de eerste vrouw die in wedstrijdverband bij het kunstrijden uitkwam.

## Biografie

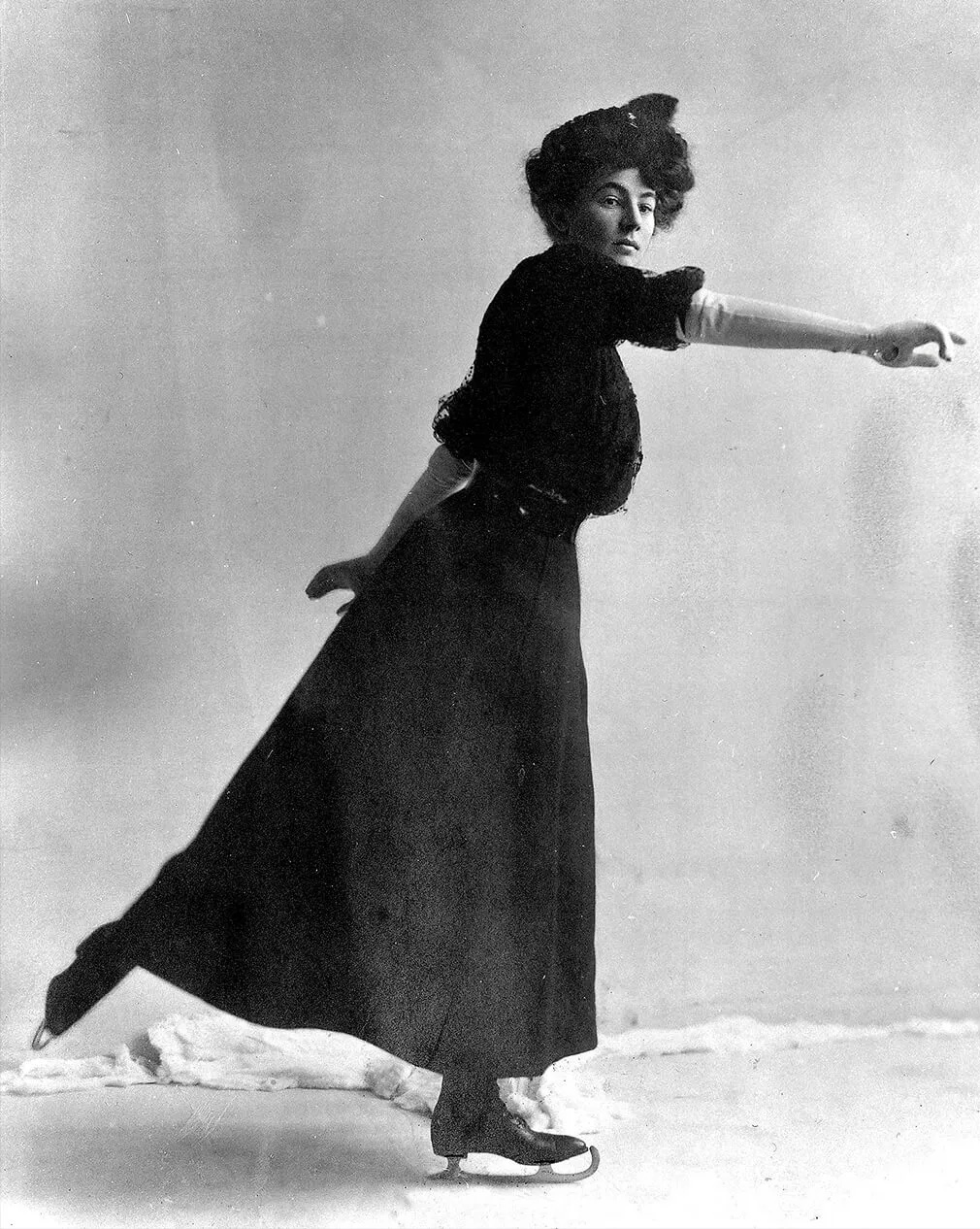
Madge Syers

Hoewel de ISU het Wereldkampioenschappen kunstschaatsen alleen voor mannen bedoeld had (in die tijd was het nog ongehoord dat vrouwen een sport beoefenden), ontdekte Madge Syers dat de reglementen niet expliciet uitsloten dat er vrouwen aan mochten deelnemen. Met de steun van de Britse schaatsbond schreef ze zich in voor het WK van 1902 dat in Londen werd gehouden. Ze zou hier op de tweede plaats eindigen achter de Zweed Ulrich Salchow.
Na het WK van 1902 veranderde de ISU het reglement en alleen mannen konden voortaan nog aan het WK deelnemen. Wel werd besloten om ook voor de vrouwen een kampioenschap te organiseren. In 1906 vond het eerste WK kunstrijden voor vrouwen in het Zwitserse Davos plaats. Madge Syers werd de eerste wereldkampioene en op het WK van 1907 in Wenen zou ze de titel prolongeren. Pas na haar dood werden deze kampioenschappen erkend als WK.
Op de Olympische Spelen van 1908 in Londen werd zij de eerste olympisch kampioene bij de vrouwen en werd zij samen met haar echtgenoot derde bij het paarrijden. Aan het WK voor paren, dat in 1908 voor het eerst werd gehouden, nam het echtpaar Syers nooit deel. Madge Syers overleed in 1917 op bijna 36-jarige leeftijd aan de gevolgen van griep.
Na haar zouden slechts drie Britse vrouwen in haar voetsporen treden door wereldkampioene kunstrijden bij de vrouwen te worden: Cecilia Colledge volgde haar op in 1937, Megan Taylor direct daarna in 1938 en 1939 en Jeannette Altwegg was in 1951 de vierde en laatste Britse wereldkampioene kunstrijden.

## Belangrijke resultaten
| Kampioenschap           | 1902 | 1903 | 1904       | 1905 | 1906 | 1907 | 1908             |
| ----------------------- | ---- | ---- | ---------- | ---- | ---- | ---- | ---------------- |
| Olympische Spelen       |      |      |            |      |      |      | (solo) · (paren) |
| Wereldkampioenschap     | (*)  |      |            |      | Goud | Goud |                  |
| Europees kampioenschap  |      |      | t.z.t. (*) |      |      |      |                  |
| Nationaal kampioenschap |      | (*)  | (*)        |      |      |      |                  |

(*) bij de mannen
1908: Madge Syers ·
1920: Magda Julin ·
1924: Herma Plank-Szabo ·
1928: Sonja Henie ·
1932: Sonja Henie ·
1936: Sonja Henie ·
1948: Barbara Ann Scott ·
1952: Jeannette Altwegg ·
1956: Tenley Albright ·
1960: Carol Heiss ·
1964: Sjoukje Dijkstra ·
1968: Peggy Fleming ·
1972: Beatrix Schuba ·
1976: Dorothy Hamill ·
1980: Anett Pötzsch ·
1984: Katarina Witt ·
1988: Katarina Witt ·
1992: Kristi Yamaguchi ·
1994: Oksana Bajoel ·
1998: Tara Lipinski ·
2002: Sarah Hughes ·
2006: Shizuka Arakawa ·
2010: Kim Yuna ·
2014: Adelina Sotnikova ·
2018: Alina Zagitova ·
2022: Anna Sjtsjerbakova